# Marksmen de Fayetteville
Les Marksmen de Fayetteville sont une franchise amateur de hockey sur glace situé à Fayetteville en Caroline du Nord aux États-Unis. Elle évolue dans la SPHL.

## Historique
L'équipe fut créé en 2002 sous l'appellation des Fire Antz de Cape Fear. Elle rejoint alors la Atlantic Coast Hockey League pour la seule saison de l'histoire de cette ligue puis rejoint la saison suivante la South East Hockey League qui ne dure également qu'une saison. Adoptant le nom des FireAntz de Fayetteville en 2004, l'équipe rejoint la SPHL.
Après s'être incliné au premier tour lors de ces deux premières saisons, l'équipe remporte le championnat de la ligue en 2007.

Évolution des logos
FireAntz de Fayetteville de 2004 à 2017
Marksmen de Fayetteville depuis 2017

## Statistiques par saison

### Saison en ACHL
| Saison  | PJ | V  | D  | N | DP | DTB | BP  | BC  | Pts | Classement | Séries éliminatoires | Entraîneur               |
| ------- | -- | -- | -- | - | -- | --- | --- | --- | --- | ---------- | -------------------- | ------------------------ |
| 2002-03 | 60 | 21 | 37 | - | 0  | 2   | 180 | 243 | 41  | 5e place   | Hors des séries      | Shawn Ulrich Bryan Wells |

### Saison en SEHL
| Saison  | PJ | V  | D  | N | DP | DTB | BP  | BC  | Pts | Classement | Séries éliminatoires | Entraîneur |
| ------- | -- | -- | -- | - | -- | --- | --- | --- | --- | ---------- | -------------------- | ---------- |
| 2003-04 | 56 | 25 | 31 | - | 0  | 0   | 213 | 221 | 50  | 3e place   | Défaite en 1re ronde | Scott Rex  |

### Saison en SPHL
| Saison  | PJ | V  | D  | N | DP | DTB | BP  | BC  | Pts | Classement | Séries éliminatoires | Entraîneur              |
| ------- | -- | -- | -- | - | -- | --- | --- | --- | --- | ---------- | -------------------- | ----------------------- |
| 2004-05 | 56 | 32 | 24 | - | 0  | 0   | 226 | 158 | 64  | 4e place   | Défaite en 1re ronde | Derek Booth             |
| 2005-06 | 56 | 31 | 19 | - | 3  | 3   | 224 | 175 | 68  | 4e place   | Défaite en 1re ronde | Derek Booth             |
| 2006-07 | 56 | 32 | 18 | - | 4  | 2   | 246 | 205 | 70  | 2e place   | Champion de la ligue | John Marks              |
| 2007-08 | 52 | 25 | 19 | - | 4  | 4   | 186 | 198 | 58  | 3e place   | Défaite en 2e ronde  | Tom Stewart             |
| 2008-09 | 60 | 30 | 25 | - | 2  | 3   | 212 | 214 | 65  | 3e place   | Défaite en finale    | Tom Stewart             |
| 2009-10 | 56 | 31 | 22 | - | 2  | 1   | 231 | 213 | 65  | 3e place   | Défaite en 1re ronde | Tom Stewart             |
| 2010-11 | 56 | 22 | 25 | - | 6  | 3   | 170 | 184 | 44  | 7e place   | Hors des séries      | Tom Stewart             |
| 2011-12 | 56 | 19 | 32 | - | 4  | 1   | 180 | 240 | 43  | 9e place   | Hors des séries      | Sean Gillam Todd Bidner |
| 2012-13 |    |    |    | - |    |     |     |     |     |            |                      | Mark DeSantis           |